# Nguyễn Thị Thập
Nguyễn Thị Thập (1908–1996) là một nhà cách mạng nữ Việt Nam. Bà từng là Đại biểu Quốc hội Việt Nam và là Chủ tịch Hội Liên hiệp phụ nữ Việt Nam lâu nhất (1956–1974). Bà cũng là phụ nữ đầu tiên và duy nhất được nhà nước Việt Nam trao tặng Huân chương Sao Vàng vào năm 1985.

## Tiểu sử
Bà tên thật là Nguyễn Thị Ngọc Tốt, sinh ngày 10 tháng 10 năm 1908 tại xã Long Hưng, huyện Châu Thành, tỉnh Mỹ Tho (nay là tỉnh Tiền Giang). Từ năm 20 tuổi, bà đã giác ngộ lý tưởng cách mạng, tham gia tổ chức Nông hội ở quê nhà. Năm 1931, bà được kết nạp vào Đảng Cộng sản Đông Dương. Từ đó bà lấy bí danh là Mười Thập, hay Nguyễn Thị Thập. Sau đó thoát ly hoạt động phong trào, xây dựng cơ sở ở Mỹ Tho, Tân An, Bến Tre, Sài Gòn. Tháng 4 năm 1935, bà được bầu vào Xứ ủy Nam Kỳ. Tháng 5 năm 1935, bà bị Pháp bắt, bị kết án tù. Hết hạn tù, bà về quê bí mật tham gia hoạt động cách mạng. Sau cuộc lãnh đạo nông dân biểu tình chống thuế ở xã Long Hưng, bà lại bị bắt giam nhưng đồng bào các xã Long Hưng, Long Định đã kéo tới giải thoát cho bà.
Năm 1940, bà ở trong Ban lãnh đạo cuộc khởi nghĩa Nam Kỳ tại tỉnh Mỹ Tho. Chồng bà cũng là một chiến sĩ cộng sản bị thực dân Pháp giam ngoài Côn Đảo từ năm 1930, vừa mới về tham gia cuộc khởi nghĩa. Sau khởi nghĩa Nam Kỳ, chồng bà bị bắt (Tháng 1 năm 1941), sau đó bị Pháp xử tử hình. Năm 1945, bà tham gia lãnh đạo giành chính quyền tại tỉnh Mỹ Tho. Năm 1946, bà được bầu là Đại biểu Quốc hội khóa I nước Việt Nam Dân chủ cộng hòa.
Suốt 9 năm kháng chiến chống Pháp, bà được chỉ định là Bí thư Đảng đoàn phụ nữ Nam Bộ, là Hội trưởng Phụ nữ Nam Bộ. Sau khi tập kết ra miền Bắc (1954), bà được bầu là Chủ tịch Hội Liên hiệp phụ nữ Việt Nam (1956–1974). Năm 1955, bà được bầu vào Ban chấp hành Trung ương Đảng Lao động Việt Nam cho đến khi nghỉ hưu (năm 1980). Bà còn được Đảng và Nhà nước Việt Nam giao nhiều chức vụ quan trọng như: Bí thư Đảng đoàn phụ nữ kiêm Trưởng ban phụ vận Trung ương Đảng.
Liên tục từ khóa I đến khóa VI, bà được bầu vào Quốc hội và giữ chức vụ Phó Chủ tịch Quốc hội từ khóa II đến khóa VI. Bà được Nhà nước tặng thưởng Huân chương Sao Vàng – Huân chương cao quý nhất của Nhà nước Việt Nam và danh hiệu Bà mẹ Việt Nam anh hùng.
Bà mất ngày 19 tháng 3 năm 1996 tại Thành phố Hồ Chí Minh. Trước khi qua đời, bà được nhận Huy hiệu 65 năm tuổi Đảng. Theo di nguyện của bà và ý nguyện của gia đình, bà được an táng tại Nghĩa trang liệt sĩ tỉnh Tiền Giang, cạnh phần mộ chồng.

## Vinh danh
Tên bà được đặt cho các đường phố ở Hà Nội, Thành phố Hồ Chí Minh, Đà Nẵng, Mỹ Tho và một số thành phố khác.